# Гиркан
Гиркан (азерб. Hirkan) — посёлок городского типа в Ленкоранском районе Азербайджана. Посёлок расположен в 12 км от железнодорожной станции Ленкорань (на линии Сальяны — Астара).
Статус посёлка городского типа с 1964 года. До 1990-х годов носил название Аврора.
По данным БСЭ в Авроре размещались чайный совхоз и винодельческий завод. Действовал филиал Ленкоранского НИИ садоводства, виноградарства и субтропических культур.

## Население
| 1970 | 1979 | 1989 | 2011 |
| ---- | ---- | ---- | ---- |
| 3322 | 4380 | 5341 | 1800 |